# Prestami tua moglie
Pour plus de détails, voir Fiche technique et Distribution.
Prestami tua moglie est une comédie érotique italienne réalisée par Giuliano Carnimeo et sortie en 1980.

## Synopsis
Alex est l'homme à tout faire et le colocataire de Diana, une riche femme d'affaires. Sa vie confortable est bouleversée lorsqu'il reçoit un appel téléphonique de son ex-femme Ingrid qui revient à Milan. Ignorant la raison de son retour et pensant qu'elle va exiger la pension alimentaire qu'il ne lui a jamais donnée, il tente de cacher sa situation financière par peur des conséquences.
Avec l'aide de son employé, Vittorio se fait passer pour un pauvre sans le sou dans l'espoir qu'Ingrid renonce à sa demande. Mais ce faisant, ils se retrouvent tous deux dans une situation bizarre qui donne lieu à une série de malentendus et finit par ruiner le rêve d'Alex de remporter un contrat qui lui tenait tant à cœur.
Cependant, Ingrid intervient pour sauver la situation en révélant qu'elle est devenue riche grâce à un héritage, découvrant ainsi que l'intention de la femme était de fournir à son ex-mari son argent pour l'aider. En outre, son intervention a permis d'éviter à Alex de tomber dans le piège de Mario Bonotto, un escroc se faisant passer pour un homme d'affaires connu, qui a également entretenu une relation amoureuse avec Diana dans le passé. Alex et Ingrid finissent par se réconcilier, tandis que Diana retourne avec son ancien soupirant.

## Fiche technique
- Titre original : Prestami tua moglie[1] (litt. « Prête-moi ta femme »)
- Réalisation : Giuliano Carnimeo
- Scénario : Franco Marotta, Laura Toscano
- Photographie : Sebastiano Celeste (it)
- Montage : Amedeo Giomini
- Musique : Fabio Frizzi, Giorgio Tucci
- Décors : Vincenzo Morozzi
- Production : Ugo Tucci, Fabrizio De Angelis
- Société de production : Fulvia Film, UTI Produzioni Associate
- Pays d'origine :  Italie
- Langue originale : italien
- Format : couleur par Telecolor - 35 mm - Son mono
- Genre : comédie érotique italienne
- Durée : 99 minutes
- Dates de sortie : 
  - Italie : 6 septembre 1980

## Distribution
- Lando Buzzanca : Alex Fortini
- Janet Ågren : Ingrid Nillsen
- Claudine Auger : Diana
- Daniela Poggi : Marilu
- Massimo Boldi : Vittorio Calvi
- Renzo Montagnani : Mario Bonotto
- Diego Abatantuono : collecteur de lumière
- Carlo Ceruti : Carlo
- Dino Emanuelli : Ambrogio
- Giuseppe Caltagirone : Enrico
- Walter Valdi : Peppino
- Loris Zanchi : Loris
- Aristide Caporale : Aristide